# انتگرال‌گیر
انتگرال‌گیر (به انگلیسی: integrator) در کاربردهای اندازه‌گیری و کنترل عنصری است که سیگنال خروجی آن انتگرال زمانی سیگنال ورودی آن است. آن مقدار ورودی را در یک زمان معین جمع می‌کند تا یک خروجی نمونه تولید کند.
انتگرال‌گیری بخش مهمی از بسیاری از کاربردهای مهندسی و علمی است. انتگرال‌گیرهای مکانیکی قدیمی‌ترین نوع هستند و هنوز هم برای اندازه‌گیری جریان آب یا توان الکتریکی استفاده می‌شوند. انتگرال‌گیرهای آنالوگ الکترونیکی، که عموماً انتگرال‌گیرهای مکانیکی را کنار زده‌اند، اساس رایانه‌های آنالوگ و تقویت‌کننده‌های بار هستند. انتگرال‌گیری را می‌توان توسط الگوریتم‌هایی در رایانه‌های دیجیتال نیز انجام داد.

## انتگرال‌گیرهای مکانیکی
یکی از انواع ساده انتگرال‌گیر مکانیکی، انتگرال‌گیر دیسک و چرخ است. این کار با قرار دادن یک چرخ بر روی یک دیسک در حال چرخش و عمود بر آن، که توسط یک محور آزادانه در حال چرخش موازی با دیسک نگه داشته می‌شود، عمل می‌کند. از آنجایی که سرعت چرخش بخشی از دیسک با فاصله آن از مرکز متناسب است، سرعت چرخش چرخ با فاصله آن از مرکز دیسک متناسب است. بنابراین، تعداد چرخش‌هایی که توسط چرخ انتگرال‌گیر انجام می‌شود برابر است با انتگرال قطعی فاصله چرخ انتگرال‌گیر از مرکز، که به نوبه خود توسط حرکت شفت نسبت به دیسک کنترل می‌شود، است.

## در مدارهای پردازش سیگنال
انتگرال‌گیر جریان یک دستگاه الکترونیکی است که یک انتگرال‌گیری زمانی جریان الکتریکی را انجام می‌دهد، بنابراین بار الکتریکی کل را اندازه‌گیری می‌کند. در ترکیب با زمان می‌توان از آن برای تعیین میانگین جریان در طول آزمایش استفاده کرد. تغذیه جریان به خازن (با ولتاژ صفر اولیه) و نظارت بر ولتاژ خازن در آزمایش‌های فیزیک هسته‌ای قبل از سال ۱۹۵۳ برای اندازه‌گیری تعداد یون‌های دریافتی مورد استفاده قرار می‌گرفت. چنین مدار ساده ای کار می‌کند زیرا رابطه جریان و ولتاژ خازن وقتی به شکل انتگرال نوشته می‌شود به صورت ریاضی بیان می‌کند که ولتاژ نهایی خازن برابر است با ولتاژ اولیه آن به اضافه انتگرال زمانی جریان آن تقسیم بر ظرفیت‌خازنی آن:
{\displaystyle V(t)=V(t_{0})+{\frac {1}{C}}\int _{t_{0}}^{t}I(\tau )\,\mathrm {d} \tau }
مدارهای انتگرال‌گیر جریان پیچیده‌تری مانند تقویت‌کننده بار بر اساس این رابطه ساخته می‌شوند. یک انتگرال‌گیر جریان نیز برای اندازه‌گیری بار الکتریکی در فنجان فارادی در یک تحلیلگر گاز باقیمانده برای اندازه‌گیری فشار جزئی گازها در خلاء استفاده می‌شود. یکی دیگر از کاربردهای انتگرال‌گیر جریان در لایه‌نشانی پرتو یونی است که در آن بار اندازه‌گیری شده مستقیماً با تعداد یون‌های لایه‌نشانی‌شده روی یک زیرلایه مطابقت دارد، با فرض اینکه وضعیت بار یون‌ها مشخص باشد. دو سیم الکتریکی حامل جریان باید به منبع یون و زیرلایه متصل شوند و مدار الکتریکی را که بخشی از آن توسط پرتو یونی ایجاد می‌شود، ببندند.
انتگرال‌گیر ولتاژ یک دستگاه الکترونیکی است که یک انتگرال‌گیر زمانی از یک ولتاژ الکتریکی را انجام می‌دهد، بنابراین کل حاصلضرب ولت-ثانیه را اندازه‌گیری می‌کند. یک فیلتر پایین‌گذر مرتبه اول مانند مدار مقاومت-خازن مانند یک انتگرال‌گیر ولتاژ در فرکانس‌های بالا بسیار بالاتر از فرکانس قطع فیلتر عمل می‌کند.

### انتگرال‌گیر با آپ‌اَمپ

شکل ۱. نمودار مدار یک انتگرال‌گیر ولتاژ آپ امپ ایده‌آل.

همچنین به انتگرال‌گیر در کاربردهای تقویت‌کننده عملیاتی و انتگرال‌گیر با آپ‌امپ مراجعه کنید
یک انتگرال‌گیر با آپ‌امپ ایده‌آل (مثلاً شکل ۱) یک انتگرال‌گیر ولتاژی است که روی همه فرکانس‌ها کار می‌کند (محدود شده توسط حاصلضرب بهره-پهنای‌باند آپ‌امپ) و بهره‌ای را فراهم می‌کند.

#### معایب انتگرال‌گیر آپ‌امپ ایده‌آل
- برای ورودی دی‌سی (f = ۰)، راکتانس خازنی Xc بی‌نهایت است. به همین دلیل، آپ‌امپ به‌طور مؤثر در یک پیکربندی حلقه باز قرار می‌گیرد، که بهره حلقه باز بی‌نهایت دارد (برای یک آپ‌امپ ایده‌آل، یا به سادگی بسیار بزرگ برای آپ‌امپ‌های واقعی). از این رو، هر ولتاژ آفست کوچک ورودی نیز تقویت می‌شود و در خروجی به عنوان یک خطای بزرگ ظاهر می‌شود. این به عنوان تحریک (به انگلیسی: triggering) نادرست نامیده می‌شود و باید از آن اجتناب شود.

بنابراین، یک انتگرال‌گیر ایده‌آل باید با اجزای اضافی اصلاح شود تا اثر ولتاژ خطا در عمل کاهش یابد. این انتگرال‌گیر اصلاح شده به‌عنوان انتگرال‌گیر عملی شناخته می‌شود.

#### انتگرال‌گیر آپ‌امپ عملی
توضیحات اصلی در: انتگرال‌گیر با آپ‌امپ § مدارات عملی
بهره یک انتگرال‌گیر در فرکانس پایین را می‌توان برای جلوگیری از مشکل اشباع، با موازی کردن خازن بازخورد با یک مقاومت بازخورد محدود کرد. این انتگرال‌گیر عملی به عنوان یک فیلتر پایین‌گذر با بهره ثابت در باندگذر فرکانس پایین خود عمل می‌کند. فقط در فرکانس‌های بالا انتگرال‌گیری می‌کند، نه در فرکانس‌های پایین، بنابراین پهنای‌باند برای انتگرال‌گیری محدود است.

## کاربردها
- مدارهای انتگرال‌گیر بیشتر در مبدل‌های آنالوگ به دیجیتال، مُولدهای رَمپ و همچنین در کاربردهای شکل‌دهی موج استفاده می‌شوند.
- تقویت‌کننده‌های انتگرال‌گیر با آپ‌امپ برای انجام عملیات حسابان در کامپیوترهای آنالوگ استفاده می‌شوند.
- یک جمع‌زننده (به انگلیسی: totalizer) در تجارت ابزار دقیق صنعتی یک سیگنال نشان دهنده جریان آب را انتگرال‌گیری می‌کند و سیگنالی را تولید می‌کند که نشان دهنده مقدار کل آبی است که از جریان سنج عبور کرده است.

## در نرم‌افزار
- انتگرال‌گیرها نیز ممکن است اجزای نرم‌افزاری باشند.
- در برخی شبیه‌سازی‌های کامپیوتری فیزیک محاسباتی، مانند پیش‌بینی عددی آب و هوا، دینامیک مولکولی، شبیه‌سازهای پرواز، شبیه‌سازی مخزن، طراحی سد نویز، معماری آکوستیک، و شبیه‌سازی مدارهای الکترونیکی ، انتگرال‌گر یک روش عددی برای انتگرال‌گیری مسیرهایی است که تنها بر اساس گام‌های زمانی از نیروها (و شتاب‌ها در آنجا) محاسبه می‌شوند.

## انتگرال‌گیرهای مکانیکی
انتگرال‌گیرهای مکانیکی عناصر کلیدی در تحلیلگر دیفرانسیلی مکانیکی بودند که برای حل مسائل فیزیکی عملی استفاده می‌شدند. سازوکارهای انتگرال‌گیری مکانیکی نیز در سامانه‌های کنترلی مانند تنظیم جریان یا دما در فرآیندهای صنعتی مورد استفاده قرار گرفت. سازوکارهایی مانند انتگرال‌گیر توپ و دیسک هم برای محاسبات در تحلیلگرهای دیفرانسیل و هم به عنوان اجزای ابزارهایی مانند هدایت‌کننده‌های توپ ناوگان، جمع‌زننده‌های جریان و غیره استفاده می‌شوند. پلانی‌متر وسیله ای مکانیکی است که برای محاسبه انتگرال مُعین یک منحنی به شکل گرافیکی یا به‌طور کلی تر برای یافتن مساحت یک منحنی بسته استفاده می‌شود. برای رسم انتگرال نامعین تابعی که به صورت گرافیکی داده شده است از یک انتگرال‌نگار استفاده می‌شود.

## در ادامه مطلب
- Keng C. Wu (2002). Transistor Circuits for Spacecraft Power System. Springer. pp. 85–87. ISBN 978-1-4020-7261-1.